# NetBSD
NetBSD este un sistem de operare complet, liber, sigur și portabil din familia BSD și UNIX, disponibil pe numeroase platforme, de la Opteron pe 64 de biți la cele desktop sau embedded. Structura sa simplă precum și calitatea codului sursă îl face foarte potrivit pentru mediile de producție, cercetare sau sisteme dedicate. Sursele sistemului sunt disponibile oricărui utilizator.
NetBSD dispune de un sistem de pachete, numit pkgsrc, care conține în clipa de față peste 6000 de pachete. Sistemul pkgsrc nu este limitat însă la NetBSD, el putând rula pe Solaris, Linux, Darwin, FreeBSD, OpenBSD, IRIX, BSD/OS, AIX, Interix, DragonFlyBSD și OSF/1. 
NetBSD este derivat din sistemele de operare 4.3 BSD (Networking/2) și 386BSD. Între timp au fost încorporate și modificările aduse de 4.4 BSD Lite.
Ultima versiune a sistemului este 6.0.1 apărută pe 26 decembrie 2012.

## Istorie
NetBSD este originar din versiunea gratuită Net/2 a 4.3BSD de Computer Systems Research Group de la Universitatea Berkeley din California și din proiectul 386BSD. Proiectul NetBSD a apărut în urma nemulțumirilor comunității 386BSD în privința ritmului și direcției de dezvoltare a sistemului de operare.  Cei 4 fondatori ai proiectului, Chris Demetriou, Theo de Raadt, Adam Glass și Charles Hannum considerau că un model de dezvoltare mai deschis ar aduce beneficii proiectului: unul focusat pe cod portabil, curat și corect. Scopul lor a fost producerea unui sistem de operare unificat, multi-platformă, calitativ, bazat pe BSD. Numele "NetBSD" a fost sugerat de Theo de Raadt, inspirat din creșterea în importanță a rețelelor la acea vreme, cum ar fi Internetul, și din specificul distribuit și colaborativ al dezvoltării proiectului.
Repozitoriul de cod sursă pentru NetBSD a fost creat pe 21 martie 1993, iar prima versiune oficială, NetBSD 0.8, a fost făcută publică în aprilie 1993.
Prima versiune multi-platformă de NetBSD, 1.0, a ieșit în octombrie 1994. În același an, din motive controversate, unul dintre fondari, Theo de Raadt, a părăsit proiectul. El a fondat mai târziu alt proiect, OpenBSD, bazat pe o versiune derivată din NetBSD 1.0 la sfârșitul anului 1995.

În 1998 NetBSD 1.3 introduce colecția de pachete pkgsrc.
Până în 2004, versiunile NetBSD 1.x erau scoase la intervale aproximativ anuale, cu mici versiuni intermediare de patchuri. De la versiunea 2.0 fiecare versiune majoră de NetBSD primește un număr întreg, de exemplu: 2.0, 3.0, 4.0, 5.0, 6.0 ș.a.m.d. Versiunile minore anterioare au fost împărțite în două categorii: x.y - versiune "stabile" de maintenance și x.y.z - versiuni care conțin doar îmbunătățiri critice sau de securitate.

## Scopul Proiectului
Scopul proiectului NetBSD este acela de a oferi un sistem de operare stabil și rapid, să fie portabil, să interacționeze bine cu celelalte sisteme și să fie compliant cu standardele.

## Portabilitate
NetBSD este cel mai portabil sistem de operare din lume și în clipa de față rulează pe 57 de arhitecturi (cuprinzând 17
tipuri de procesoare ).

## Caracteristici
- Design curat

NetBSD suportă o gamă largă de hardware datorită codului scris cu foarte mare atenție.
- Licență BSD

Chiar dacă NetBSD folosește GCC și alte programe sub licență GPL, kernelul și mai multe utilități din componentele de bază sunt sub licența BSD.
- Securitate

NetBSD are cel mai mic număr de bug-uri raportate in forumuri publice (cum ar fi bugtraq).
- Matur și stabil

NetBSD este folosit la NASA Numerical Aerospace Simulation pentru că au nevoie de un sistem de operare stabil din care se pot realiza diferite proiecte dedicate.
NetBSD este folosit pe serverele de la Microsoft, care îl preferă pe acesta decât pe propriul Microsoft Windows Server(informație neverificată).
NetBSD a fost primul sistem de operare gratuit care a implementat standardul IPv6, suport pentru USB și arhitectura 64biți.

## Compatibilitate cu alte sisteme de operare
La nivel de cod sursă, NetBSD este aproximativ în întregime compliant cu standardul POSIX.1 (IEEE 1003.1-1990) și cu POSIX.2 (IEEE 1003.2-1992).   

## Găzduire
Proiectul este găzduit de Internet Systems Consortium Inc, Helsinki University of Technology, și Columbia University.

## Alte adrese
- Pagina oficială: http://www.netbsd.org
- NetBSD Wiki: http://wiki.netbsd.se
- NetBSD LiveCD: http://www.jibbed.org
- NetBSD în acțiune: http://www.netbsd.org/gallery/in-Action/ Arhivat în 24 octombrie 2005, la Wayback Machine.
- NetBSD testimonials: http://www.netbsd.org/gallery/testimonial.html
- NetBSD Internals: http://www.netbsd.org/Documentation/internals/en/
- NetBSD Features: http://www.netbsd.org/Misc/features.html Arhivat în 13 iunie 2006, la Wayback Machine.
- Debian GNU/NetBSD: http://www.debian.org/ports/netbsd/ Arhivat în 21 octombrie 2020, la Wayback Machine.